# Cutral-Có
Cutral-Có (Mapudungun: kytral ko, "Feuergewässer") ist eine Stadt im südwestlichen Argentinien, gelegen im Departamento Confluencia im Zentrum der Provinz Neuquén. Sie hat 35.465 Einwohner (2010, INDEC) und ist damit die zweitgrößte Stadt der Provinz. Gemeinsam mit der Nachbarstadt Plaza Huincul bildet sie eine Agglomeration mit 46.268 Einwohnern.

## Geografie
Cutral-Có liegt auf der patagonischen Meseta, 110 Kilometer westlich der Provinzhauptstadt Neuquén, mit der sie über die Nationalstraße Ruta Nacional 22 verbunden ist. Die Gegend gehört geografisch zur Landschaft des so genannten Monte mit einem trockenen und windigen Klima.

## Wirtschaft
Cutral-Có ist das Zentrum einer weitläufigen Gegend, in der Erdöl gefördert wird. Außerdem besitzt sie eine Düngemittelfabrik und etwas petrochemische Industrie.

## Sport
Bisher gab es erst ein Länderspiel der argentinischen Fußballnationalmannschaft in Cutral-Có: Am 6. Mai 2010 wurde dort Haiti mit 4:0 besiegt. Damit ist Cutral-Có der südlichste Ort, an dem Argentinien ein Länderspiel austrug.